# Fodinella calyciformis
Fodinella calyciformis är en mossdjursart som först beskrevs av Philipps 1900.  Fodinella calyciformis ingår i släktet Fodinella och familjen Hippoporidridae. Inga underarter finns listade i Catalogue of Life.